# Scapsipedus bastardoi
Scapsipedus bastardoi är en insektsart som beskrevs av Otte, D. och Perez-gelabert 2009. Scapsipedus bastardoi ingår i släktet Scapsipedus och familjen syrsor. Inga underarter finns listade i Catalogue of Life.